# Jezebel (canción)
Jezebel es una canción del grupo inglés de música electrónica Depeche Mode compuesta por Martin Gore, publicada en el álbum Sounds of the Universe de 2009.

## Descripción
Es una suave función minimalista aún endeudada con la tendencia más trip hop de DM cantada por el propio Martin Gore, cuya musicalización pretende llegar a un sonido cercano al exotismo de Oriente Próximo que a lo meramente occidental, pues la curiosa letra dedicada a la Jezebel del título de modo implícito se sitúa en una región árabe.
En cuanto su tendencia, Martin Gore de siempre ha optado por poner su voz a los temas minimalistas, aunque Jezebel bien pudo haber estado incluida en el álbum Exciter, el cual hizo gala de un sonido minimalista en varias de sus canciones guiado por el productor Mark Bell, consiguiendo del mismo modo Ben Hillier una pieza suave pero sumamente rítmica pese a lo acompasado de la notación electrónica llevada a cabo también por el mismo Gore sin caer Hillier en el pleno minimalismo electrónico cambiante de Damaged People en su anterior colaboración con el grupo.
La musicalización es casi íntegramente sintética, en una notación baja repetitiva que sube sólo a una nota de gravedad y regresa a la primera, logrando un curioso efecto de modulación constante que se convierte en una armonía con un dejo de extranjería, teniendo como único acompañamiento una suave percusión de metales en volumen muy bajo y una segunda base de sintetizador de tipo ambiental como complemento para integrar un conjunto de elementos que mantienen el sonido de una pieza meramente minimalista.
Solamente en los coros la notación se muestra algo grave, pero en realidad se vuelve aún más suave y la voz es la que cambia muy ligeramente de entonación, mientras en los puentes Gore ejecuta la misma melodía principal en una notación poco más grave pero más acentuadamente sintética, la cual es la parte más rítmica y una muestra de virtuosismo así como dominio de una notación electrónica suave.
La letra, fuera de complicaciones y lamentos líricos, trata sobre una inolvidable chica quien en un momento debe tomar una decisión intrascendente, la cual se convierte en una dedicatoria al amor mismo por lo extraño, lo ajeno, lo inalcanzable.
Como detalle, en conciertos del Tour of the Universe se empleó una pantalla gigante para las proyecciones de fondo, todas teniendo como factor común una esfera en la parte superior central, y en las interpretaciones de Jezebel se presentaba una ampliación del rostro de Martin Gore cantando mientras en la esfera aparecía una media luna, la cual fue fácilmente confundible como proyección de fondo, pero en realidad era sólo una edición en tiempo real de las imágenes en directo y sólo la media luna era propiamente un acompañamiento visual.

## En directo
La canción se interpretó durante el correspondiente Tour of the Universe, aunque no en todas las fechas pues se intercalaba con Little Soul. La interpretación se hacía idéntica a la del álbum, salvo el detalle de que el teclado lo grabó Martin Gore y en escenarios la tocaba Peter Gordeno quien maneja una notación más aguda dándole una sonoridad ligeramente más suave y luciéndose en los característicos puentes que son tan puramente electrónicos.
- Datos: Q5930903